# کرمک‌مار ایرانی
کرمک‌مار ایرانی (نام علمی: Xerotyphlops wilsoni) گونه‌ای مار از تیره کورماران است. این گونه مار بومی ایران است.

## ریشه‌شناسی
بخش دوم نام این گونه، wilsoni، به افتخار آرنولد ویلسون نامگذاری شده‌است.